# VMMT-204
Le Marine Medium Tiltrotor Training Squadron 204 ou VMMT-204 est un escadron d'entraînement sur le MV-22 Osprey du Corps des Marines des États-Unis basé à Marine Corps Air Station New River en Caroline du Nord. Connu sous le nom de "Raptors", l'escadron a été initialement désigné Marine Medium Helicopter Training Squadron 204 (HMT-204) pour former de nouveaux pilotes sur MV-22 Osprey et a été officiellement renommé VMMT-204 le 10 juin 1999. Ils relèvent du commandement de Marine Aircraft Group 26 (MAG-26) et la 2nd Marine Aircraft Wing (2nd MAW).

## Historique

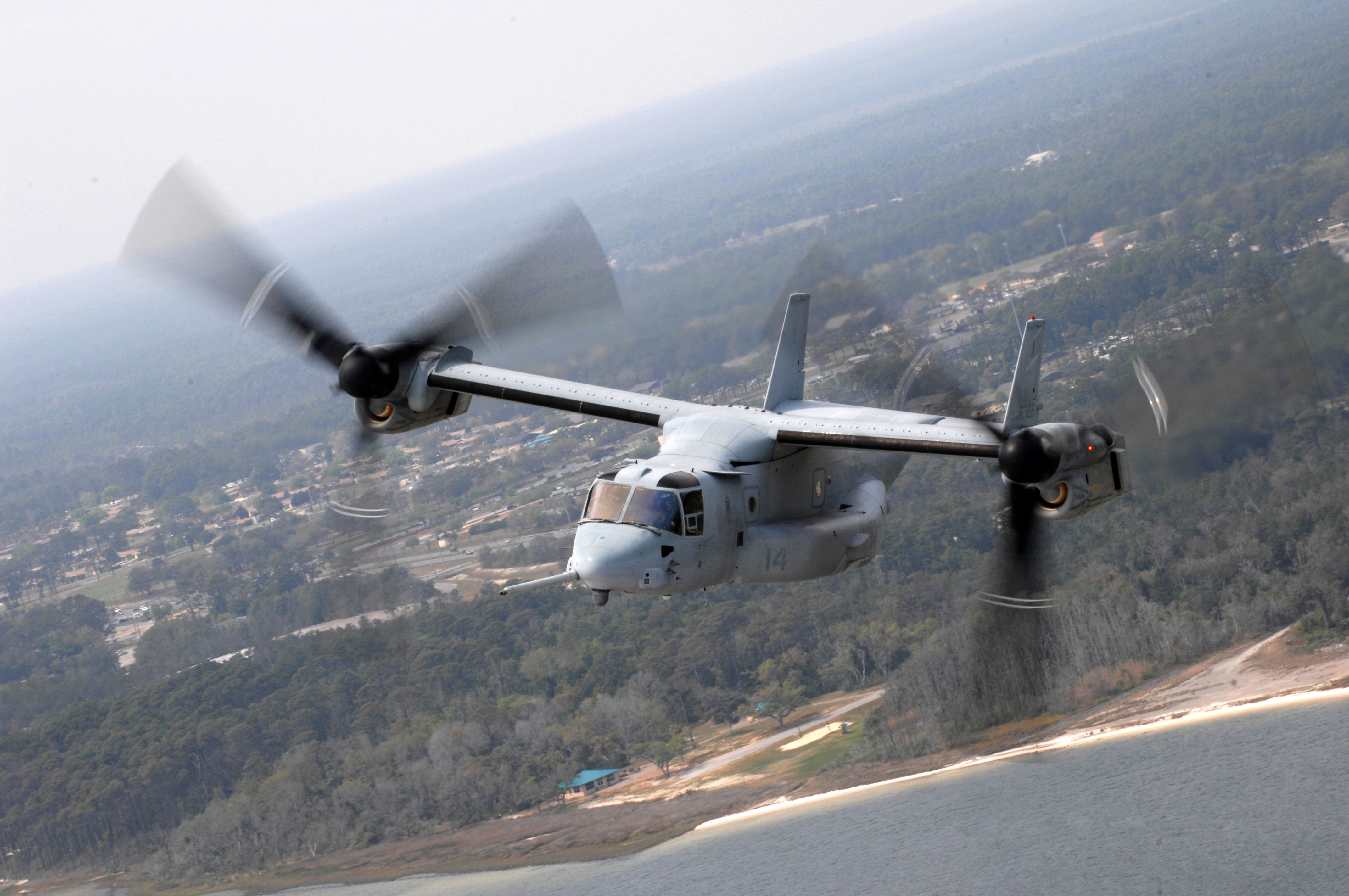
MV-22 Osprey du VMMT-204

L'unité a été formée à la Marine Corps Air Station New River, en Caroline du Nord, le 1er mai 1972. Après la guerre du Vietnam, le Marine Helicopter Training Group 40 (MHTG-40) a été désactivé et le Marine Medium Helicopter Training Squadron-402 et le Marine Heavy Helicopter. L'escadron d'entraînement-401 a été combiné pour former le HMT-204.
Le HMT-204 a reçu en avril 1999, de Raytheon Technologies un simulateur de vol opérationnel pour former les instructeurs du Marine Corps et de l'US Air Force à piloter l'Osprey et est devenu Fleet Replacement Squadron pour les pilotes et l'équipage de l'avion à rotor basculant MV-22 "Osprey" en étant renommé VMMT-204.